# Fundoplicatio secondo Toupet
La fundoplicatio secondo Toupet è un intervento chirurgico praticato al fine di curare il reflusso di materiale dallo stomaco verso l'esofago, detto reflusso gastroesofageo.
La malattia da reflusso gastroesofageo è causata da una riduzione del tono muscolare dello sfintere posto tra stomaco ed esofago, detto sfintere esofageo inferiore; questa ipotonia permette al contenuto gastrico (acido o biliare) dello stomaco di defluire verso l'esofago fino a raggiungere la faringe, il cavo orale, le vie respiratorie.
Qualora la terapia medica e la dieta non siano sufficiente a guarire il reflusso o quando questo recidivi od ancora quando siano presenti sintomi extradigestivi (p.e. respiratori) è indicato l'intervento chirurgico.
Gli interventi chirurgici efficaci sono basati sul concetto che creando una specie di tasca con il fondo dello stomaco, attraverso la formazione di una plica, questa viene distesa dal contenuto gastrico stesso, comprimendo così l'esofago con un meccanismo a valvola. Questi interventi sono tre e si contraddistinguono per essere eponimi: fundoplicatio secondo Nissen, fundoplicatio secondo Toupet, fundoplicatio secondo Dor.

## Storia
Andre Toupet, chirurgo parigino, ideò questa metodica presentandola tra molte critiche all'Associazione Francese di Chirurgia nel 1963. A causa dell'iniziale diffidenza questa tecnica trovò inizialmente una limitata applicazione. Quando però, con lo sviluppo della chirurgia laparoscopica, dopo il 1993, aumentarono gli interventi chirurgici per la cura del reflusso gastroesofageo si evidenziò che la complicanza più frequente era la disfagia postoperatoria; questa era però molto più frequente con la fundoplicatio secondo Nissen che con la fundoplicatio secondo Toupet.

## Indicazioni
- Malattia da reflusso gastroesofageo
- Ernia iatale

## Intervento
L'intervento chirurgico, oggi condotto esclusivamente in laparoscopia, consiste nel creare uno spazio dietro all'esofago attraverso cui far passare parte del fondo gastrico. A differenza dell'intervento di Nissen in cui i le due porzioni di stomaco vengono suturate assieme, avvolgendo l'esofago a 360°, nella tecnica di Toupet i due tratti di stomaco vengono suturati all'esofago ed ai pilastri diaframmatici, circondando l'esofago per 270°, lasciandone quindi libera la parte anteriore.

## Risultati
I risultati nella risoluzione della malattia da reflusso gastroesofageo sono ottimi con una percentuale di successo prossima all'80% a 10 anni, analogamente ad altre plastiche antireflusso. Modesta l'incidenza di disfagia postoperatoria.